# Khách sạn Taj Mahal Palace
Khách sạn Taj Mahal Palace, là một di sản, khách sạn năm sao, sang trọng được xây dựng theo phong cách Hồi sinh Saracenic ở vùng Colaba của Mumbai, Maharashtra, Ấn Độ, nằm cạnh Cổng Ấn Độ. Trong lịch sử, nó được gọi là "Khách sạn Taj Mahal"  hoặc "Khách sạn Taj Palace" hoặc đơn giản là "the Taj".
Trong thế chiến I, khách sạn đã được chuyển đổi thành một bệnh viện quân đội với 600 giường.
Một phần của Taj Hotels Resort and Palaces, khách sạn này được coi là tài sản hàng đầu của tập đoàn và có 560 phòng và 44 dãy phòng. Có khoảng 1.600 nhân viên trong đó có 35 quản gia. Từ quan điểm lịch sử và kiến trúc, hai tòa nhà tạo nên khách sạn, Cung điện Taj Mahal và Tháp là hai tòa nhà riêng biệt, được xây dựng ở những thời điểm khác nhau và trong các thiết kế kiến trúc khác nhau. Năm 2017, khách sạn Taj Mahal Palace đã có được thương hiệu hình ảnh thương hiệu. Đây là tòa nhà đầu tiên trong cả nước được bảo vệ quyền sở hữu trí tuệ cho thiết kế kiến trúc của mình.
Khách sạn đã tiếp đón nhiều vị khách đáng chú ý, từ chủ tịch đến thuyền trưởng ngành công nghiệp và các ngôi sao của ngành kinh doanh trình diễn. Người sáng lập Pakistan, người vợ thứ hai của Muhammad Ali Jinnah, Ratanbai Petit sống trong khách sạn trong những ngày cuối năm 1929, mẹ cô, Sylla Tata, được sinh ra trong dòng họ Tata.
Khách sạn này là một trong các mục tiêu bị tấn công khủng bố 2008 và là bối cảnh của bộ phim Hotel Mumbai.

## Lịch sử

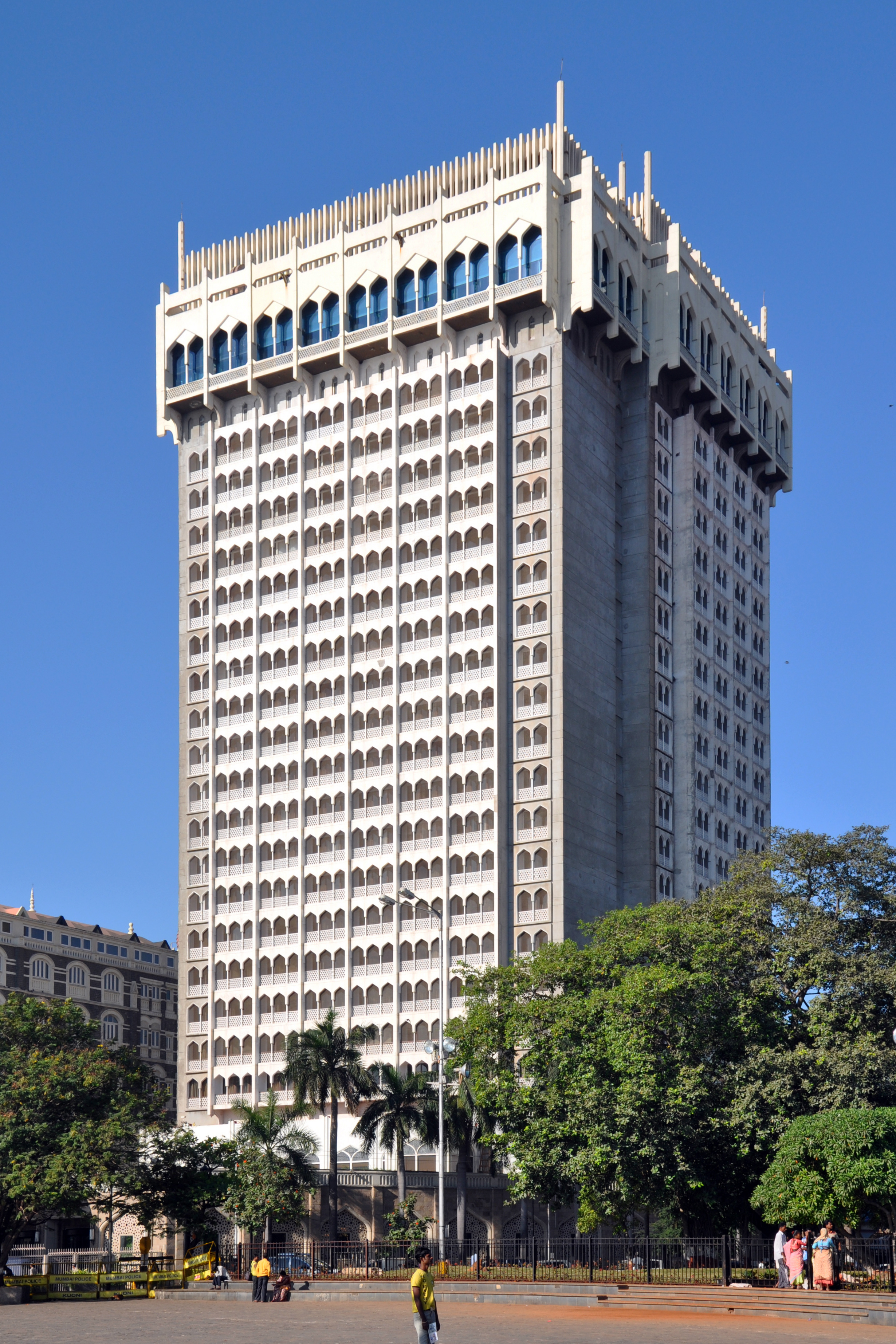
Cánh mới gọi là Tháp Taj Mahal

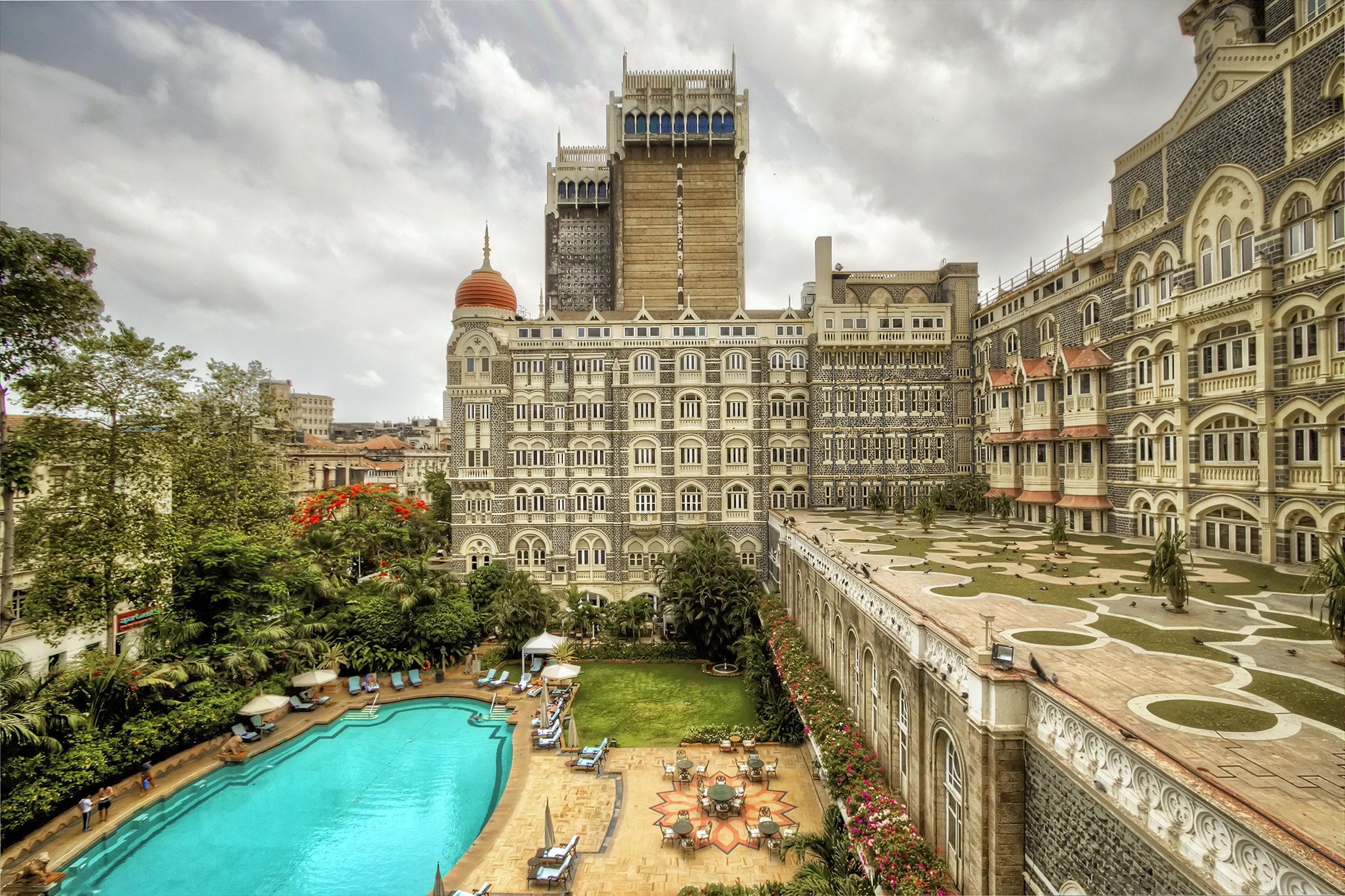
Lối vào ban đầu ở phía tây; nay là địa điểm của hồ bơi khách sạn

Tòa nhà ban đầu của khách sạn được ủy quyền bởi Tata và lần đầu tiên mở cửa cho khách vào ngày 16 tháng 12 năm 1903.
Người ta tin rằng Jamsetji Tata đã quyết định xây dựng khách sạn sau khi anh bị từ chối vào một trong những khách sạn lớn của thành phố thời đó, Khách sạn của Watson, vì nó chỉ giới hạn ở "chỉ người da trắng". Tuy nhiên, câu chuyện này đã bị thách thức bởi nhiều nhà bình luận cho rằng Tata rất có thể không quan tâm đến việc 'trả thù' chống lại những kẻ thù Anh. Thay vào đó, họ đề nghị rằng Taj được xây dựng với sự thúc giục của biên tập viên  The Times of India , người cảm thấy một khách sạn "xứng đáng với Bombay" là cần thiết.
Các kiến trúc sư gốc Ấn Độ là Sitaram Khanderao Vaidya và D. N. Mirza, và dự án được hoàn thành bởi một kỹ sư người Anh, W. A. Chambers. Người xây dựng là Nhà thầu Khansaheb Sorabji Ruttonji, người cũng đã thiết kế và xây dựng cầu thang nổi trung tâm nổi tiếng của nó. Chi phí xây dựng là 250.000 bảng (giá 127 triệu bảng năm 2008).
Ban đầu lối vào chính nằm ở phía bên kia, nơi hiện có bể bơi và đại dương ở phía sau, mặc dù bây giờ nó luôn được xem và chụp ảnh từ phía đại dương.
Between 1915 and 1919, work proceeded at Apollo Bundar to reclaim the land behind the hotel where the Gateway of India was built in 1924. the Gateway of India soon became a major focal point in Bombay.
Khách hàng ban đầu chủ yếu là người châu Âu, Maharajas và giới thượng lưu xã hội. Nhiều nhân vật nổi tiếng thế giới từ tất cả các lĩnh vực đã ở lại đó, từ Somerset Maugham và Công tước Ellington đến Lord Mountbatten và Bill Clinton.
Khi mở cửa vào năm 1903, khách sạn là nơi đầu tiên ở Ấn Độ có: điện, quạt Mỹ, thang máy Đức, phòng tắm Thổ Nhĩ Kỳ và quản gia người Anh. Sau đó, nó cũng có quán bar được cấp phép đầu tiên của thành phố, nhà hàng cả ngày đầu tiên của Ấn Độ, và vũ trường đầu tiên của Ấn Độ, Blow Up. Ban đầu vào năm 1903, nó tính phí 13 Rupee cho các phòng có quạt và phòng tắm kèm theo, và 20 Rupee với bảng đầy đủ.
Trong Thế chiến I, khách sạn đã được chuyển đổi thành một bệnh viện quân đội với 600 giường.